# Acalypha obscura
Acalypha obscura é uma espécie de flor do gênero Acalypha, pertencente à família Euphorbiaceae.